# ۵۱ زن برزنجیر
۵۱ زن برزنجیر یک ستاره است که در صورت فلکی آندرومدا قرار دارد.